# Дарья фон Бернер
Дарья фон Бернер (исп. Darya von Berner; род. 1959, Мехико) — многопрофильная художница, родившаяся в Мексике, но с 1978 года живущая в Испании. Работает в разных жанрах - от видео до инсталляций и постановок в общественных местах. Ее творчество основано на создании фикций, с помощью которых художница подвергает сомнению окружающую нас реальность.

## Творческий путь
Дарья фон Бернар закончила Школу визуальных искусств в Нью-Йорке, продолжила обучение в Европе у таких известных художников, как Энцо Кучки, Вольф Фостелл, Янис Кунеллис и Тони Крэгг, а также в Испании, посещая семинары современного искусства  Общества изящных искусств в Мадриде.  Ее работы находятся в постоянной коллекции Национального музея искусств королевы Софии . 
В 1984 году Дарья начала свою профессиональную карьеру как художница, первые награды и гранты позволили ей переехать в Париж. Затем она переехала в Италию, получив стипендию Испанской академии изящных искусств в Риме . Начиная с 1991 года, художница начала международную карьеру, выставляясь в галереях Европы и Америки и участвуя в европейских ярмарках современного искусства Art Basel, ARCO и Art Cologne . 
Первыми работы в жанре паблик-арт стала серия «Атмосферы», в рамках которой Дарья фон Бернер окружает памятники архитектуры настоящими облаками. Начало было положено в Мадриде в 2007 году, когда художница окутала облаком ворота Алькала на одноименной площади испанской столицы. Эффект этой художественной акции был таким впечатляющим, что последовали приглашения провести ее в Париже, Брюсселе, Кордове и других городах. Последней работой из этой серии стал «Всеобщий облачный флаг», установленный перед Дворцом мира в Гааге. В других инсталляциях Дарья использует искусственный свет в эмблематичных объектах современной архитектуры начала XX века. 
В 2011 году принимала участие в IV Международной встрече, организованной Министерством культуры Испании, под названием «Искусство - это действие: перформанс и архитектура", под кураторство Ариадны Кантис. 
В своих работах художница использует предметы повседневного обихода, располагая их в определенном порядке - например, горшки с цветами, расставленными так, чтобы образовать слово «SIC», или флаконы геля для душа, превращенные в кукол, которые появляются посреди искусственного леса. В этой серии фотографий присутствует нарочитая наивность, с помощью которой художница стремится привнести иронический оттенок в изображение реальности. 
В 2016 году фон Бернар представила проект Selfi в  холодильной камере бывшей мадридской скотобойни Matadero Madrid. Этот эксперимент в жанре паблик-арта состоял в том, чтобы зрители с помощью своих мобильных устройств "собирали" в интерактивную инсталляцию пространство, рассеченное тонкими линиями светодиодных ламп.    
В 2018 году Фестиваль света в Саламанке предложил художнице создать световые инсталляции на фасаде  Университета Саламанки, в результате чего появилась ее работа Veravenus.
Дарья фон Бернар написала для газеты El País материал «Маргарете и ее безупречная кухня"  о немецком архитекторе Маргарете Шютте-Лихоцки, которая в 1926 году спроектировала знаменитую "Франкфуртскую кухню".